# Perisama calamis
Perisama calamis is een vlinder uit de familie Nymphalidae. De wetenschappelijke naam van de soort is voor het eerst geldig gepubliceerd door William Chapman Hewitson.